# Demirköy (Kırklareli)
Demirköy (em turco:  Demirköy, "vila de ferro"; Malak Samokov, em búlgaro) é uma cidade e distrito da Kırklareli na Região de Mármara da Turquia. Segundo as estatísticas da população otomana de 1914, o Gaza de Demirköy tinha uma população total de 9.133, composta por 5.110 gregos e 4.023 muçulmanos. Os habitantes são principalmente descendentes de muçulmanos da aldeia de Tisovo e outras aldeias do lado grego da região de Chech, que foram liquidados em Demirköy durante a troca de populações entre a Grécia e a Turquia em 1923/1924. Antes disso, a vila era conhecida como Samakovo (em grego:  Σαμάκοβο) ou Samokov (em búlgaro:  Самоков).
O prefeito é Muhlis Yavuz (MHP). A população é de 3.719 (a partir de 2010).

## Atrações de turismo

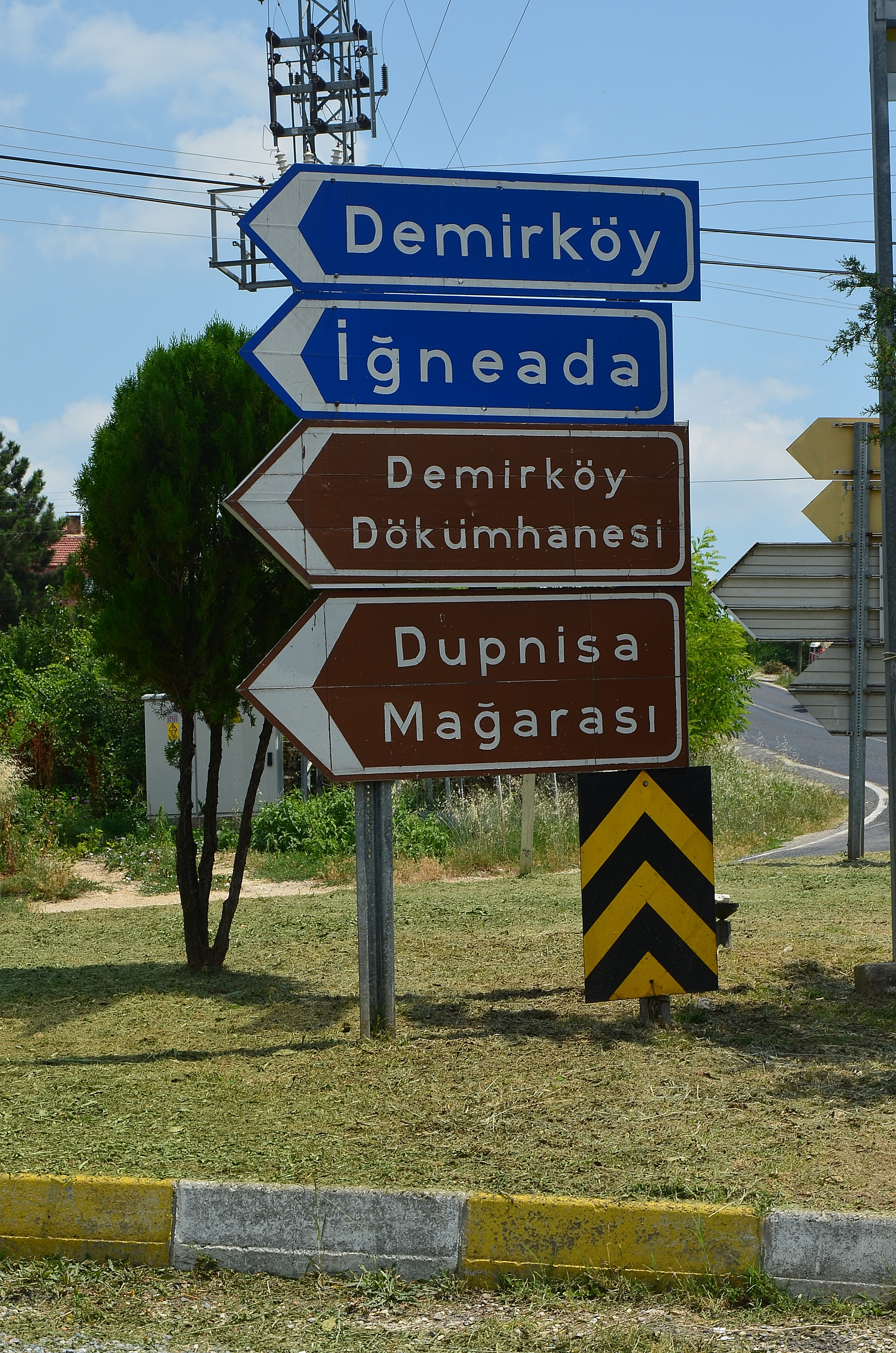
Sinal de trânsito direcional para as atrações turísticas em Demirköy.

Uma instalação de usinagem histórica que remonta ao século XV, a Fundição Demirköy (em turco:  Demirköy Dökümhanesi), atualmente um sítio arqueológico, está localizado 3,8 quilômetros (2,4 mi) a sudeste de Demirköy.
A Caverna de Dupnisa (em turco:  Dupnisa Mağarası) é uma caverna localizada no fundo das florestas de Strandzha 25 quilômetros (16 mi) a sudoeste da cidade.
O Parque Nacional das Florestas da Várzea de İğneada (em turco:  İğneada Longoz Ormanları Milli Parkı) está a 25 quilômetros (16 mi) leste de Demirköy, próximo a İğneada.  A Reserva Natural do Lago Saka está situada dentro do parque nacional.